# Ictioplancton

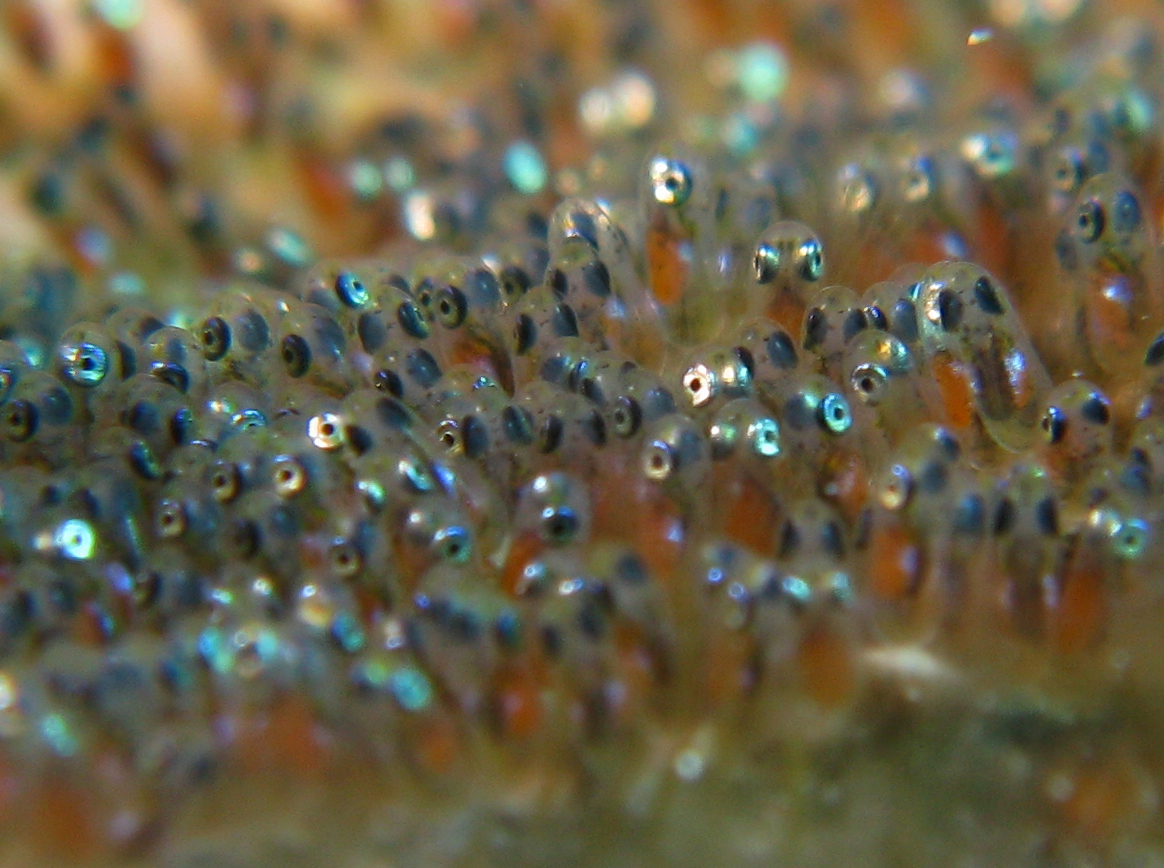
Imagen de huevos de peces anémona, ejemplificando el ictioplancton: las etapas tempranas del ciclo de vida de los peces que flotan en la columna de agua antes de la eclosión.

El ictioplancton hace alusión a los huevos y larvas de peces. Estos se incluyen dentro del ictioplancton hasta que alcanzan el tamaño suficiente en que dejan de ser desplazados pasivamente en las aguas saladas y comienzan a moverse de manera independiente de las corrientes.
Uno de los métodos estándar en biología pesquera es el estudio del ictioplancton. Se usa para estimar la talla de un stock reproductor a partir del número de huevos o de larvas producidos (por ejemplo, Rankine y Bailey 1987). Una condición previa necesaria para estos estudios es la capacidad de identificar los huevos y las larvas de pez. Se ha mostrado que, en general, los sistemas informatizados, en particular las bases de datos, pueden facilitar esta tarea (Froese y Schöfer 1987 ; Froese 1988, 1989; Froese et al. 1989, 1990 ; Froese y Papasissi 1990; Froese 1990b). Además, los caracteres morfológicos de los huevos y de las larvas pueden ser usados para someter a prueba las hipótesis sobre las estrategias de vida (por ejemplo, Froese 1990a).